# ФК Мехелен
ФК Мехелен (Yellow Red Koninklijke Voetbalclub Mechelen или KV Mechelen) је белгијски фудбалски клуб из Мехелена. Био је 4 пута првак Прве лиге и двапут Купа Белгије. И у европским такмичењима је бележио успехе, иако нема много сезона у европским такмичењима и дуго не учествује у њима, па је освојио Куп победника купова 1987/88. (занимљиво је да је то била дебитантска сезона тог клуба у европским такмичењима) и УЕФА Суперкуп 1988 Све трофеје је освајао током 1940их и 1980их, али је и током их и 1990их бележио солидне резултате. Тренутно се такмичи у Другој лиги Белгије пошто је прошле сезоне испао из прве лиге Белгије.

## Историја
Клуб је основан 1904. године,а први пут је ушао у највиши ранг 1921. године..Прве успехе је бележио 1940.их година,када је освојио и прву титулу шампиона Белгије 1943,током Другог светског рата.Успех су поновили 1946. и 1948. Клуб је био близу освајања титуле 1954. године,али је био 3. на табели и само 1 бод иза првака Андерлехта. То је била последња успешна сезона, јер је већ након 2 сезоне клуб испао у другу лигу.
Током 1960их и 1970их клуб се смењивао у првом и другом рангу,али је 1980-их почео да прави озбиљније резултате.Од сезоне 1987/88. до 1992/93. је освојио Прву лигу Белгије 1988/89 и био је два пута другопласиран,освојио је једини Куп Белгије у историји клуба 1987. и још 2 пута је био финалиста.У то време је освојио Куп победника купова 1987/88. и УЕФА Суперкуп 1988, а то су били последњи европски трофеји белгијског фудбала.
Очекивало се да Мехелен буде међу најбољим фудбалским клубовима Белгије, али је тадашњи председник клуба продао доста играча јер је његова компанија бележила лоше резултате.Од тада је Мехелен престао да бележи добре резултате и смењивао се у првом и другом рангу. На крају сезоне 2002/03, клуб је изубио лиценцу за такмичење у професионалном рангу (први и други ранг) Белгије и избачен у трећу лигу.
Након сезоне 2004/05. клуб је напредовао у други ранг, а након сезоне 2006/07. и у први.2009. године Мехелен је играо финале Купа и изгубио од Генка (2:0). Сезону касније је играо полуфинале Купа и изгубио од Гента (2:2 и 1:0,укупно 3:2). Од тада се клуб држао у првом рангу,али никада није био у првих 6 на табели у регуларној сезони и ушао у плеј-оф за шампиона,нити играо у европском такмичењима или освојио неки трофеј.

## Резултати у европским такмичењима
| Такмичење              | Од. | П  | Н | И | ГД | ГП |
| ---------------------- | --- | -- | - | - | -- | -- |
| Куп Европских Шампиона | 6   | 2  | 3 | 1 | 9  | 3  |
| Куп Победника Купова   | 17  | 13 | 3 | 1 | 26 | 8  |
| Куп УЕФА               | 14  | 3  | 5 | 6 | 14 | 15 |
| УЕФА суперкуп          | 2   | 1  | 0 | 1 | 3  | 1  |

| Сезона  | Такмичење              | Коло    | Клуб               | Резултат       |         |
| ------- | ---------------------- | ------- | ------------------ | -------------- | ------- |
| 1987/88 | Куп победника купова   | 1. коло | Динамо Букурешт    | 1:0, 2:0       | Шампион |
| 1987/88 | Куп победника купова   | 2. коло | Сент Мирен         | 0:0, 2:0       | Шампион |
| 1987/88 | Куп победника купова   | 1/4 ф.  | Динамо Минск       | 1:0, 1:1       | Шампион |
| 1987/88 | Куп победника купова   | 1/2 ф.  | Аталанта           | 2:1, 2:1       | Шампион |
| 1987/88 | Куп победника купова   | Финале  | Ајакс              | 1:0            | Шампион |
| 1988    | УЕФА суперкуп          | Финале  | ПСВ Ајндховен      | 3:0, 0:1       | Шампион |
| 1988/89 | Куп победника купова   | 1. коло | Авенир Беген       | 5:0, 3:1       |         |
| 1988/89 | Куп победника купова   | 2. коло | Андерлехт          | 1:0, 2:0       |         |
| 1988/89 | Куп победника купова   | 1/4 ф.  | Ајнтрахт Франкфурт | 1:0, 0:0       |         |
| 1988/89 | Куп победника купова   | 1/2 ф.  | Сампдорија         | 2:1, 0:3       |         |
| 1989/90 | Куп европских шампиона | 1. коло | Розенборг          | 5:0, 0:0       |         |
| 1989/90 | Куп европских шампиона | 2. коло | Малме              | 4:1, 0:0       |         |
| 1989/90 | Куп европских шампиона | 1/4 ф.  | Милан              | 0:0, 0:2 (пр.) |         |
| 1990/91 | Куп УЕФА               | 1. коло | Спортинг Лисабон   | 2:2, 0:1       |         |
| 1991/92 | Куп УЕФА               | 1. коло | ПАОК               | 0:1, 1:1       |         |
| 1992/93 | Куп УЕФА               | 1. коло | Еребро             | 2:1, 0:0       |         |
| 1992/93 | Куп УЕФА               | 2. коло | Витесе             | 0:1, 0:1       |         |
| 1993/94 | Куп УЕФА               | 1. коло | Норћепинг          | 1:1 (пр.), 1:0 |         |
| 1993/94 | Куп УЕФА               | 2. коло | МТК Будимпешта     | 5:0, 1:1       |         |
| 1993/94 | Куп УЕФА               | 3. коло | Каљари             | 1:3, 0:2       |         |

## Трофеји

### Домаћи трофеји
- Прва лига Белгије (4)
  - 1942/43, 1945/46, 1947/48, 1988/89
- Друга лига Белгије (6)
  - 1925/26, 1927/28, 1962/63, 1982/83, 1998/99, 2001/02
- Трећа лига Белгије (1)
  - 2004/05
- Куп Белгије (2)
  - 1986/87, 2018/19

### Интернационални трофеји
- Куп победника купова (1)
  - 1987/88.
- УЕФА суперкуп (1)
  - 1988
- Трофеј Жоана Гампера (1)
  - 1989
- Турнир Амстердама (1)
  - 1989